# Glinka (film)
Pour les articles homonymes, voir Glinka (homonymie).
Pour plus de détails, voir Fiche technique et Distribution.
Glinka (en russe : Глинка) est un film soviétique de Leo Arnchtam sorti sur les écrans en 1946 et présenté au premier festival de Cannes cette année-là. Il reçut le prix Staline en 1947.
La musique du film est de Glinka et de Vissarion Chebaline.

## Synopsis
Ce film retrace la vie du fameux compositeur russe Mikhaïl Glinka.

## Fiche technique
- Titre : Glinka
- Titre original : Глинка
- Réalisation : Leo Arnchtam
- Scénario : Leo Arnchtam
- Musique : Vissarion Chebaline
- Photographie : Chen Yu-lan et Alexandre Chelenkov
- Montage : Tatiana Likhatchiova
- Société de production : Mosfilm
- Pays :  Union soviétique
- Genre : Biopic et drame
- Durée : 116 minutes
- Dates de sortie : 
  -  France : septembre 1946 (festival de Cannes), 16 juin 1948
  -  Union soviétique : 12 juillet 1947

## Distribution
- Boris Tchirkov : Glinka
- Piotr Aleïnikov : Pouchkine
- Mikhaïl Derjavine : Vassili Joukovski
- Vladimir Droujnikov : Rileïev
- Ekaterina Ivanova : Anna Kern
- Boris Livanov : Nicolas Ier
- Vassili Merkouriev : Oulanov
- Valentina Serova : Maria Glinka
- Nikolaï Svobodine : le baron Rosen
- Mikhaïl Yanchine : Piotr Viazemski
- Mikhaïl Nazvanov : hussard Kostya

## Distinctions
Le film a été présenté en sélection officielle en compétition au Festival de Cannes 1946.